# 英国放送協会
英国放送協会（えいこくほうそうきょうかい、英: British Broadcasting Corporation）は、イギリスの公共放送事業体。略称はBBC（ビービーシー）。ラジオ・テレビを一括運営する。

## 現在の放送系統、チャンネル

### テレビ放送
- BBC One - 主要番組
  - 世界最古のテレビチャンネル
- BBC Two - 知的・教養番組など
- BBC Three - 若者向け娯楽番組。
  - 2016年2月16日よりオンライン配信を開始、翌月末にデジタル放送を停波しオンラインに一本化されたが、2022年2月1日にデジタル放送を再開した。
- BBC Four - ドキュメンタリー
- CBBC - 児童向け編成
- CBeebies - 幼児向け編成
  - 同名の国際放送チャンネルは、国内向けとは編成番組が異なり、児童にもターゲットを拡大しており、海外番組を編成しない替わりにCBBCの人気番組も編成されている。
- BBC News（旧BBC NEWS 24） - ニュース専門放送局
- BBC Parliament - 議会中継、討論番組など
- BBC World News（国際放送）
- BBC Alba - スコットランド・ゲール語放送
- BBC Arabic - アラビア語放送
- BBC Persian - ペルシャ語放送

### ラジオ放送

#### アナログ・デジタル両方
- Radio 1 - 若者向け（BBCで２番目に聴取者が多い）
- Radio 2 - Radio 1より高い年齢層（BBCで最も聴取者が多い）
- Radio 3 - クラシック音楽、ジャズ、ワールドミュージック、実験音楽など
- Radio 4 - ニュース・教養・討論・コメディ、インテリ向け
- Radio 5 Live - ニュース・スポーツ中継・トーク番組
- World Service - 国際放送（そのうちの英語版）

スコットランド、ウェールズ、北アイルランドではそれぞれ地元言語と英語による放送を実施。イングランドでは県あるいは都市ごとに地域放送を実施

#### デジタルのみ
- Radio 1 Xtra - ブラックミュージック全般
- Radio 6 Music - オルタナティブ・クラシック・ロック・ボブ・ディラン・ショーなど
- Radio 4 Extra（旧Radio 7） - コメディ・ドラマ・子供向け番組
- Asian Network - 主にインド・パキスタン・バングラデシュ出身の南アジア系移民（アジア系イギリス人）向けの娯楽・音楽番組など（元々はバーミンガム局などのアナログ放送で、現在も一部でアナログ放送継続）
- Radio 5 sports extra - Radio 5 liveで放送できなかったスポーツ中継（通常期は放送されない）

### インターネット/オンデマンド放送
- BBC iPlayer経由で、英国内でテレビ・ラジオ共にライブストリーミングおよび過去7日間（BBC Threeについては5ヶ月間）の見逃し視聴が可能。さらに、BBCが制作したドキュメンタリーやBBCが権利取得した動画が視聴可能。だたし、権利等の制限によりイギリス国外から接続することはできない（ジオブロッキング）。
- BBC Sounds経由で、英国内外でライブストリーミングおよび過去14日間の聞き逃し聴取が可能となっている。
- BBC Radio 1 Dance（英語版） - 若者向け。BBC Radio 1とBBC Radio 1 Xtraの姉妹局。ディスコミュージックやダンスミュージックが主。2020年10月9日（英国標準時）開局。
- BBC Radio 1 relax（英語版） - 若者向け。BBC Radio 1とBBC Radio 1 Xtraの姉妹局。メディテーションミュージック（英語版）やアンビエントミュージックが主。2021年4月22日（英国標準時）開局。

## 日本での番組など

### テレビ放送
1994年、日商岩井（現・双日。IT部門は2000年4月アイ・ティー・エックス（ITX）として分離）の子会社「株式会社サテライトニュース」（現在はBBCワールドの子会社・BBCワールド ジャパン株式会社）により、ニュース・ドキュメンタリーを中心とした「BBC WORLD」をケーブルテレビやCSアナログ放送・CS BAANで放送開始。1996年よりスカイパーフェクTV!（現・スカパー!プレミアムサービス）、2002年よりスカイパーフェクTV!2（現・スカパー!）で放送している。
地上波では、かつてはフジテレビやKBS京都、千葉テレビ、三重テレビ、サンテレビ、BS松竹東急でBBC WORLDを放送していたが、現在はテレビ神奈川（TVK）でニュースを放送している（二ヶ国語放送）。
また、2004年12月から、スカイパーフェクTV!110（現・スカパー!e2）、ケーブルテレビ局にてエンターテイメント番組を中心とする「BBC Japan」の放送を開始したが、2006年4月30日24時（=5月1日零時）限りで放送終了している。
NHK BS1でも随時「ワールドニュース」で放送が行われている。

### ラジオ放送
第二次世界大戦中の1943年7月から1991年3月30日まで、BBCは「ワールドサービス」の一部として、短波による日本語放送を実施していた。同番組は日本の放送局からの出向者（日本放送協会（NHK）職員、キー局アナウンサーも含めて）によって製作されていたが、BBCの財政上の問題や民主化が進んでいることなどから廃止された。現在、BBC英語放送や多言語を短波、インターネットラジオ、有線放送で聞く事ができる。また、近畿地区ではFM COCOLOを通じて、一部の番組を聴くことができる。

### インターネット
2012年8月24日にニコニコ動画に有料視聴用のチャンネルを開設した。
2015年10月に日本語版のBBCニュースサイト（https://www.bbc.com/japanese）を開設し、BBCのニュースを常時日本語で読めるようになった。

## 歴史

### 背景
1920年1月、郵政庁GPOより許可を得たマルコーニ無線電信会社はチェルムスフォード工場よりラジオ放送をはじめた。同年6月15日にはオペラ歌手ネリー・メルバ夫人のライブ番組が欧州大陸へ向けて三ヶ国語で放送され、初の国際放送として注目を集めたが、イギリス空軍の無線に混信妨害を与えていることが判明し、同年秋には停波させられてしまった。
一方米国では1920年11月2日、ウェスティングハウス電気製造会社のフランク・コンラッドらにより、世界初の商業ラジオ放送局（呼出符号KDKA）が誕生していた。
やがてKDKAの評判がイギリスにも届くようになると郵政庁GPOにラジオ放送の再開陳情が繰返され、1922年2月14日よりマルコーニ科学機器社のライトル局（呼出符号2MT）がラジオ放送を再開した。同年5月11日にマルコーニ科学機器社はロンドンに第二局（呼出符号2LO）を開局。さらに同年5月16日にはマンチェスターのメトロポリタン＝ヴィッカース社（元：英国ウェスティングハウス社）が郵政庁GPOより呼出符号2ZYを得て、不定期ながらもラジオ放送をはじめていた。
しかし英国では商業ラジオ局が無秩序に急増し、周波数不足が問題化しており、これを危惧した郵政庁GPOは無線機メーカーが共同でラジオ放送会社を設立して、ラジオ受信機の販売促進をはかり、そのかわり政府は外国との販売競争から業者を保護することを提案した。主要無線機メーカーがこの提案を飲み、1922年10月18日、イギリス放送会社BBCが設立され、政府はBBCに受信機販売と放送の事実上の独占権を与えた。マルコーニ科学機器社のロンドン2LOと、メトロポリタン＝ヴィッカース社のマンチェスター2ZYは呼出符号をそのままでイギリス放送会社BBCに移管された。

### BBCの設立
1926年、放送調査委員会が放送は公共企業体が実施すべきだと政府に勧告。翌年イギリス放送会社にかわり、国王のジョージ5世が発行した特許状に基づき、公共事業体イギリス放送協会BBCを設立し、現在に至っている。

### 年表

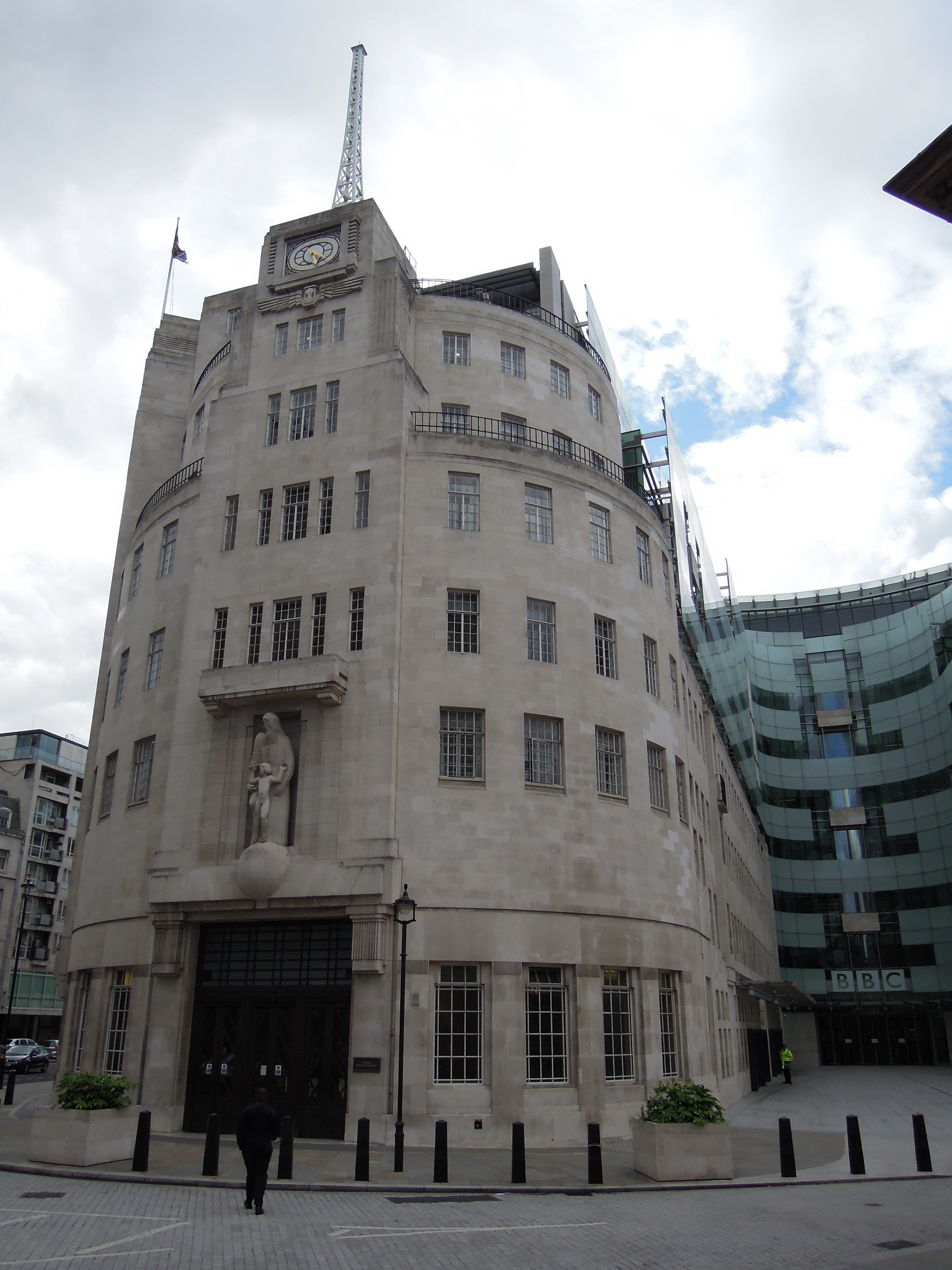
BBCの本館

- 1922年11月 - 「英国放送会社」（British Broadcasting Company）として放送開始。
- 1927年1月 - 国王ジョージ5世の勅許状に基づき、公共放送「英国放送協会」（British Broadcasting Corporation）に組織変更。
- 1932年12月 - エンパイアサービス（国際放送）開始。
- 1936年11月 - 世界初のテレビ定期試験放送開始。
- 1967年7月 - カラーテレビ放送開始（方式はPAL）。
- 1974年9月23日 - 世界初の文字多重放送「シーファックス（英語版）」を開始。
- 1998年9月 - 世界初の地上デジタル放送開始。
- 2012年10月23日 - 「シーファックス」サービス終了。
- 2013年3月31日 - BBCテレビジョンセンターを閉鎖。

## 歴代ロゴ

1927–1946
1958–1963
1963–1971
1971–1988
1988–1997
1997–2021
2021–present

## BBCのテレビ番組の例
- BBCニュース
- ドクター・フー
- 空飛ぶモンティ・パイソン
- テレタビーズ
- トップ・ギア

## 受信料と中立性
テレビ受像機所有者から徴収する受信料制度である。もっとも、イギリスでは「TVライセンス制度」を設け、テレビやビデオデッキなどを所有するために許可証を購入するというシステムを採っており、「受信許可料」と呼ぶこともある。視聴者は郵便局で1年間有効の受信許可証を145.50ポンドで購入するという仕組みで、この許可証が無いと、イギリスの販売店でテレビ受像機が買えない。BBC受信料は月単位での購入も可能である。収納率は約98%であり、75歳以上は免除される。無許可受信者には法令により、最高1,000ポンドの罰金が課される。
BBC受信料は物価の変動などを考慮して、イギリス政府が決定する。なお、国際放送の財源は、全額が国庫からの交付金。テレビ放送などBBCワールドワイド運営に関しては、視聴料と広告料で運営。この制度により、伝統的に戦争報道について政府から独立した立場をとることで知られている。これは王立顕章でその独立性について規定されているためである。イギリス政府や企業の力に屈しない公正な放送を行えるとされ、BBC自身もニュースの合間にそのようなCMを流している。第二次世界大戦やフォークランド紛争中もイギリス軍を「我が軍」とは呼ばず、アメリカ同時多発テロ事件を「テロ」でなく「攻撃」、2023年のパレスチナ・イスラエル戦争でもハマスを「テロリスト」とは呼ばずに「武装組織」「過激派」などと放送した。ガイドラインでも戦争について「戦争、紛争、テロ行為などの報道において、BBCは英国民及び国外の視聴者に特別の責任を持つ。世界の人々は、BBCに対し、文脈や分析、幅広い種類の視点や意思の提供を期待している」と定め、さらに『テロリスト』という言葉自体が理解を助けず、妨げになることもある。何が起きたかを描写することでテロ行為の十分な結果を示すべきだ。攻撃者、戦闘員など加害者の具体的な行動を表す言葉を使うべきだ』と記述している。
イギリス首相であったマーガレット・サッチャーが、BBCの放送内容について「お願い」と称して、BBCの報道内容にクレームを付けたが、BBCは逆にサッチャーがBBCについてこのように発言したと、サッチャーのクレーム内容全てを番組内で暴露し放送した。
ただし、イギリス軍とアメリカ軍との連合軍によって開始されたイラク戦争を、イギリスの存在を消したAmerican invasion of Iraq（アメリカのイラク侵攻）と言い換えて報道したり、インドのムンバイ同時多発テロ事件では「テロリズム」と報道したりした点から、その立場は一定ではないと見なされている。
また 、視聴率などの市場経済の流れに影響を受けず、教育放送や福祉放送などが行えるということで、この考えは世界中に広まり、イギリスに倣って『受信料制度』を採用している国も多い（日本のNHKやフィンランドのYLEなど）。
中立性をうたう一方で国際放送については「イギリスの利益を代表し、自国の侵略行為・犯罪を正当化するためのプロパガンダをおこない、イギリス政府の代弁機関と化している」とも批判されている。マレーシアのマハティール・ビン・モハマド元首相は「BBCは生まれつきの嘘吐きである」と批判している。
災害報道については、政府発表前に一切報道しないという原則を持っていると言われている。
2019年12月12日投開票の総選挙を前にして、ボリス・ジョンソン首相は受信料制度の廃止を検討することを表明した。

## 経営改革案
受信料収入が低迷していることや定額制動画配信サービスなどとの競争が激化していることを背景として、BBCは2022年5月26日に経営改革を発表し、2025年以降にCBBCとBBC Four、Radio 4 Extraの放送を停止し、オンライン配信に移行するほか、イギリス国内で放送しているBBCニュースと海外向けに放送しているBBCワールドニュースを統合し、ニュース専門チャンネルを一本化する方針を明らかにした。同時に今後数年間で職員を最大1000人削減することも労働組合に提案する。

## 国名・地名の扱い方
ある時期まではミャンマーを現在の正式名称ではなく「ビルマ」と呼び続けた。インドネシアの旧イリアンジャヤ州全体を独立派の自称である「ウエスト・パプワ」に置き換えて報道していた。これは両国政府に対するBBCの長年の敵視が反映されているものと理解され、それぞれの国の隣国であるタイ王国、オーストラリアの右翼に準ずる姿勢でもある。
また、2003年からのイラク戦争報道では、報道ガイドラインを設け、イギリス軍を「我が国の軍（Our troop）」と呼ばない事を明記。アメリカ合衆国のメディアとは方針を異にした。

## 不祥事・トラブル・議論を呼んだ報道

### イラク大量破壊兵器疑惑報道問題
2003年5月29日、BBC Radio 4のニュース番組「TODAY」の中で、アンドリュー・ギリガン記者は前年9月に政府が発表した「イラクは45分以内に大量破壊兵器の展開が可能」とする報告書につき、政府の圧力によりイラクにとって都合の悪い形に【「よりセクシー（扇情的）な内容」にするように】－脚色・誇張させられたと報じた。これに対して、イギリス政府は全面的に否定し、謝罪と撤回を求め、BBCと政府の対立が深まった。政府側は、このニュースの情報源が国防省顧問のデビッド・ケリーであると発表。ケリーは7月15日に下院の外交委員会に召還されて厳しい尋問を受け、その3日後に遺体で発見されるという事態が起きる。
これを受けて、BBCは情報源がケリーであったことを認めた。真相を解明する独立司法調査委員会が結成され、その委員会に召還されたギリガン記者は、報道は「口を滑らせた」発言であったと証言した。翌2004年1月28日に委員会は報告書（ハットン報告）を発表した。その内容は、
1. ケリーの死因は自殺である
2. BBCの報道内容には問題があった
3. ブレア首相には報告書やケリーの死についての責任はない

というものであった。
この報告書の発表により、当時のBBC会長、グレッグ・ダイクは辞任を表明し、報道機関としての信頼性を問われたが、辞任直後に行われたイブニングスタンダード紙の調査では、49%のイギリス国民が「ハットン報告を信用しない」と答え、56%がBBCが非難を受けるのは「不公正だ」と答えた。

### 二重被爆者を題材にした番組
毎週金曜日に放映されている、お笑いクイズ番組「QI (テレビ番組)」の2010年12月17日の放映で、広島市と長崎市に投下された原子爆弾で、二重に被爆した被爆者である山口彊（2010年1月に死去）を「世界一運が悪い男」と紹介した。
スタジオ内には、山口の大きな顔写真が原子爆弾投下時に発生した、きのこ雲の二つの写真に挟まれた状態で掲示され、司会者が二重被爆の経緯について語った後に、ゲストのタレントが「93歳まで長生きしたなら、それほど不運じゃない」「原爆が落ちたその日に列車が走っているなんて、イギリスじゃ考えられない」（イギリスの鉄道事情に触れた後に）「（放射線に被爆しても）サンドイッチは大丈夫でした」などと、笑いながら発言をした。
この放送内容について、在英国日本国大使館は2011年1月7日に「原爆投下の問題を、コメディー番組で取り上げるのは極めて不適切で、日本人の国民感情を無視している」との内容の抗議書簡を、番組制作会社とBBCに送付した。
番組制作会社からは17日になって「配慮に欠けていた」などとする返答があり、1月21日にロンドンの日本大使館に、番組プロデューサーから謝罪文が届けられている。謝罪文は17日付で、「我々が（日本人視聴者を）不快にさせてしまい、大変残念だ」「日本人の潜在的な敏感さを軽視したのは明らか。お気楽な番組で扱うには、不適切と日本人が見なすのは想像に難くない」としている。また、BBCの広報担当者も、この件について釈明をした声明文を発表した。
山口の長女は、この件について不快感を示し「家族内で『運が悪かった』と話した事はある。しかし核保有国のイギリスで、このように取り上げるのは話が別。核削減への真摯さが足りない風潮から、こういう発言が出てくるのではないか」「世界中が核廃絶で努力している中、父の体験を軽視することは遺憾で許せない」と話した。
駐英特命全権大使から報告を受けた外務大臣前原誠司も、1月25日に行われた記者会見で番組を非難し、「おわびをするなら、テレビで笑いながら話していたコメンテーターは、原爆被害の悲惨さをもう一度認識し、二度と起こさないための努力をしていただきたい」と述べた。
問題となった同番組のシーンは、動画共有サイト「YouTube」にもアップロードされ、この件について日本で報じられると同時に、コメント欄が「炎上」する事態となったが、週明けの1月24日になって動画が削除されている。

### サッチャー元首相の娘が人種差別発言で降板
2009年、マーガレット・サッチャーの娘でBBCのリポーターであるキャロル・サッチャーが、ゴールデンタイムの番組「The One Show」の取材中、黒人テニスプレーヤーのジョー＝ウィルフリード・ツォンガに対して「カエルのように黒くグロテスクな男」という人種差別表現を用いたとして番組降板処分を受けた。

### BBC内部関係者によるウィキペディア編集
2007年8月、WikiScannerで調査したところ、英語版ウィキペディアで、BBCの内部に割り当てられたIPアドレスから、ジョージ・W・ブッシュアメリカ合衆国大統領のミドルネーム Walker を “Wanker”（wank：自慰行為をする）と書き換える「下品なイタズラ」が行われていたことが明らかになった。

### ラッセル・ブランド降板事件
Radio 2のラッセル・ブランドが担当する番組内で、ブランドとジョナサン・ロスが、アンドリュー・サックスとその孫娘を卑猥な内容で侮辱する発言があったとし、ブランドは打ち切りに、ロスは3ヶ月間全ての関連番組からの出演停止処分となった。この件においてBBCの内部チェック体制が問題視され、BBCが事件当初謝罪や説明を十分に行わなかったことから非難の声が殺到する結果となった。
ジョナサン・ロスはBBCとの契約を延長せずに降板したが、2011年にはBBCの自動車番組トップ・ギアにゲストとして出演した際、若干だが話題にしている。

### トップ・ギア
番組では辛辣なコメントや悪ふざけを「売り」としており、英国の王室や著名人、政府関係者といえどもジョークの対象となるが、度を過ぎてしまい不祥事へと発展してしまう事態も度々起こっている。2011年1月放送分で、メキシコのマストレッタ社が製造した「MXT」を紹介した際、番組司会者らがメキシコの国民や料理などを嘲弄する発言をしたことで、駐英メキシコ大使から抗議される騒ぎとなったが、2011年3月までに謝罪などは放送されず、逆にゲストまでがジョークのネタにしている。2013年に放送されたシリーズの中では罰ゲームとして「メキシコに一人で行く」というものが設定された。他には、テスラモーターズの電気自動車を特集した際の扱いについて提訴されたり、逆に出演者のザ・スティグを演じていたベン・コリンズの暴露本出版をやめさせるために告訴するなど、裁判に発展したケースもある。2015年、ジェレミーによる同番組プロデューサーへの暴力事件が表面化した事をきっかけに、ついにはジェレミーら司会者陣の降板にまで至ってしまった。

### 児童虐待に関する誤報
2012年11月2日、BBCのニュース番組で、1970年代から80年代にかけて、ウェールズ地方の児童福祉施設で性的虐待を受けたとする男性の主張を放映。本人の証言に基づき、犯人はサッチャー政権の保守党幹部だったと伝えた。番組では犯人の実名は伏せたが、インターネット上ではマカルパインという名の上院議員が犯人との憶測が飛び交い、マカルパイン側はこの事態に、疑惑を否定、法的措置も辞さないことを表明した。
結局、BBC側は謝罪の上、ジョージ・エントウィスル会長は、就任から2か月で辞任する事態となった。

### 元人気司会者による性的暴行事件
BBCで長く音楽番組などを担当していたジミー・サヴィルが2011年に亡くなった直後、生前長きにわたって多数の少女に性的暴行をしていたことが発覚。犯行を追及しようとしたドキュメンタリー番組が上層部の判断により中止になり、代わりに追悼番組が流されたこと、被害者が200人以上になる可能性があること、BBC局内でも犯行が行なわれていたことなどが明らかにされ、BBC会長が議会下院の委員会に召喚され証言するなど、BBCへの不信と批判が高まった。その後、検証番組が放送され、現在も調査が続けられている。また、BBC制作のミステリードラマ「SHERLOCK」のシーズン4第2話にはジミー・サヴィルをモデルにした人物が登場した。

### ベトナム戦争における韓国軍によるベトナム人女性への性的暴行報道
2020年3月27日、BBCが「1968－何百人もの女性を苦しめた年」という報道で、ベトナム戦争における韓国軍兵士によるベトナム人女性への性的暴行を特集して「韓国人に何が起きたのかを認めてもらう必要がある」とのベトナム人被害女性の訴えを紹介し、ジャック・ストロー元英外相と「ライダイハンのための正義」が、国連人権理事会による調査と韓国による謝罪を求めていることを伝え、「韓国は、第二次世界大戦中に、何十万人もの韓国人女性が性奴隷として働かされたことをめぐり、謝罪をするよう何十年も日本に働きかけてきた」と指摘し、日本に謝罪を求めながら、自らの問題には頬かむりする韓国のダブルスタンダードを批判した。

### 中国における放送禁止措置
2021年2月、中華人民共和国は国内においてBBCワールドニュースの放送を禁止した。かねてより新疆ウイグル自治区の報道を巡り中国政府と衝突していたところに、同年2月にイギリス国内で中国国際テレビの放送免許が取り消された背景があった。

### 2022 FIFAワールドカップ開会式の放送
2022年11月20日、BBCはカタールで開催されたワールドカップ開会式の放送を行わず、あえて同時刻の番組で同大会が環境に与える悪影響を紹介した。

### ニュース番組で「中指」騒動
2023年12月6日、BBCニュースのオープニングで番組開始までのカウントダウン映像が終了した後に同番組キャスターのマリアム・モシリが中指を立てる様子が放映され、物議となり、SNSで炎上する事態になった。モシリはX（旧・Twitter）にて、「ディレクターと一緒に番組開始までのカウントダウンをしており、残り1秒となったときに中指を立てているのがテレビカメラに撮られてしまった」と釈明。わざとこの動作をした訳ではないことを説明すると同時に謝罪した。